# اندیس دیوان دره
دیوان دره یک اندیس فلزی است که در حوالی شهر سبزه وار استان خراسان قرار دارد و مادهٔ معدنی موجود در آن، مس است.سنگ میزبان این اندیس آندزیت است  